# 자유부인 (1981년 영화)
"자유부인"은 1981년에 개봉한 대한민국의 영화이다.

## 캐스팅
- 윤정희 : 오선영 역
- 최무룡 : 장태연 역
- 남궁원 : 삐에르 강 역
- 한소룡 : 춘호 역
- 조인표 : 정인 역
- 전양자 : 미연 역
- 조재성
- 오경아 : 소희 역
- 김하림
- 남수정
- 이자영
- 곽은경
- 오영화
- 방희정
- 김현지
- 김기종
- 최무웅
- 이예성
- 김승남
- 정영국
- 최석
- 박경화
- 석인수
- 양춘